# Ван Итан
Ван Ита́н (кит. 王揖唐, пиньинь Wáng Yītáng, 17 октября 1877 — 10 сентября 1948) — китайский политический деятель и военный генерал конца периода эпохи Цин и Китайской Республики. Принадлежал к Аньхойской клике. Позже он стал важным деятелем Временного правительства Китайской Республики и подконтрольной Японии Китайской республики во главе с Ван Цзинвэем. После поражения Японии он был заключен в тюрьму, а затем казнен за государственную измену.

## Биография

### Имя
Старое имя — Чжиян (志洋) , второе имя — Шэньу (慎吾) и Шэньгун (什公). Позже он изменил первое имя на Гэн (賡), а второе — на Итан (一堂 или 揖唐). Также известен под литературным псевдонимом Итан (逸塘).

### Конец эпохи Цин
Ван Итан родился в 1878 г. в городе Хэфэй провинции Аньхой. В 1904 году занял пятое место по итогам государственных экзаменов, получив степень цзиньши. Позже он уехал в Японию, где учился в токийской военной академии. Окончив ее, Ван Итан поступил в 9-й артиллерийский полк Императорской японской армии, базировавшийся в Канадзаве, однако вскоре обнаружил, что не может приспособиться к жизни солдата, поэтому перешел в Университет Хосэй.
В 1907 году Ван Итан вернулся в Китай, где последовательно занимал должности главы военного министерства (兵部主事), военного советника в канцелярии генерал-губернатора трех северо-восточных провинций (тогда генерал-губернатором был Сюй Шичан), командира армии Цзилинь (吉林陆军第1协统统领) и начальником Главного управления тренировочного бюро при штабе армии и управлении даотая по охране порядка в провинции Цзилинь (参谋处兼兵备处教练处总办). В 1909 посетил Российскую Империю, там он участвовал в церемонии коронации Николая II. В последующие два года Ван Итан ездил в Европу и Соединенные Штаты в качестве военного атташе. В 1911 году он вернулся в Китай и занял пост главы управления даотая по охране порядка провинции Цзилинь.

### Китайская республика и деятельность в Аньхойской клике
После Синьхайской революции и основания Китайской республики Ван Итан был назначен военным советником и помощником генерал-правителем уезда Миюнь. Также по рекомендации Сюй Шичана он присоединился к секретариату Юань Шикая, где служил военным секретарем и военным советником. В 1912 году последовательно вступал в несколько политических партий, среди которых были партия Гражданского общества (民社), Ассоциация содействия республике (共和促进会), Партия объединения (统一党), а также Республиканская партия (共和党). В 1913 году он был избран в Национальное собрание в качестве представителя Тибета. В мае Объединенная партия, Демократическая партия (民主党) и Республиканская партия объединились, сформировав Прогрессивную партию (进步党), а Ван Итан стал ее лидером. Он поддерживал Юань Шикая и ранее даже участвовал в разработке первой конституции Китайской республики (1912). В мае 1914 года он был назначен членом Государственного совета, а в августе 1915 года — губернатором провинции Цзилинь. В апреле 1916 года он стал министром внутренних дел и занимал этот пост до конца июня.
В 1916 году, после смерти Юань Шикая, Ван Итан присоединился к Аньхойской клике Дуань Цижуя. В ноябре следующего года Дуань Цижуй сформировал временный консультативный совет (临时参议院), главой которого стал Ван Итан. 8 марта 1918 года Ан вместе с Сюй Шучжэном основал клуб Аньфу — политическое отделение Аньхойской клики. 2 августа Ван был назначен председателем Палаты представителей и возглавил аньфуистский парламент (安福国会). На выборах в созданный парламент Китайской республики политики, принадлежавшие к клубу, получили три четверти мест. В сентябре президентом был назначен Сюй Шичан, но клуб Аньфу фактически управлял страной, а представитель Чжилийской клики были отстранены от высших должностей. Однако в июле 1920 г. Аньхойская клика потерпела поражение в Чжили-Аньхойской войне, 3 августа по приказу Сюй Шичана клуб Аньфу и аньфуистский парламент были распущены, а Ван Итан бежал в Японию, где пробыл следующие 4 года, занимаясь писательской деятельностью.
В ноябре 1924 года после переворота Дуань Цижуй стал временным верховным правителем (臨時執政), а Ван Итан вернулся в Пекин. С ноября 1924 г. по апрель 1925 г. он был военным губернатором провинции Аньхой. Во время Северного похода Гоминьдана он связался с северными фракциями, чтобы совместно противостоять войскам Чан Кайши, однако с падением Бэйянского правительства в 1928 году бежал в Тяньцзинь и нашел убежище под защитой Японской концессии, где посвятил себя писательству.
В 1931 году Национальное правительство предложило Ван Итану урегулировать конфликт, он дал согласие и был назначен на должность члена административного комитета по делам Северо-Востока (东北政务委员会委员). Затем он также занимал ряд важных постов в правительстве, включая пост члена комитета по оказанию помощи районам боевых действий в Северном Китае (华北战区救济委员会委), члена комиссии по регулированию политических вопросов при Исполнительной палате в Бэйпине (行政院驻平政务整理委员会委员), членом Хэбэйско-Чахарского политического совета (冀察政务委员会) и генерального директора Тяньцзиньского валютного банка (天津汇业银行总理).

### Прояпонская деятельность
14 декабря 1937 года, после начала Японо-китайской войны, Ван Кэминь учредил Временное правительство Китайской республики, где Ван Итан последовательно занимал должности члена Постоянного комитета Консультативного совета по политическим вопросам (议政委员会常务委员), главы Министерства помощи (赈济部总长) и Министерства внутренних дел (内政部总长).
В сентябре 1939 года Ван Итан провел переговоры о присоединении правительства к режиму Ван Цзинвэя. В марте 1940 г. Ван Цзинвэй создал коллаборационистское Реформированное правительство Китайской республики, а Ван Итан был назначен директором Экзаменационного юаня (考试院院长) и членом Политический совет Северного Китая (华北政务委员会). С июня 1940 года по февраль 1943 года он занимал пост председателя Политического совета Северного Китая. В 1943 году был назначен членом Верховного совета национальной обороны Японии (最高国防会议议员), а также заместителем председателя Национального экономического совета и членом Новой национальной комиссии содействия (позднее — членом постоянного комитета — 新国民促进委员会常务委员).
После капитуляции Японии во время Второй мировой войны и последующего краха Реформированного правительства Китайской республики Ван Итан был арестован людьми Чан Кайши в бэйпинской больнице 5 декабря 1945 года.
Сначала считалось, что он серьезно болен, поэтому власти решили не продолжать судебное преследование по обвинению в государственной измене. Однако, когда было обнаружено, что он лишь симулировал болезнь, расследование возобновилось. В сентябре 1946 года он предстал перед Верховным судом провинции Хэбэй и был приговорен к смертной казни, Верховный суд Нанкина подтвердил приговор. Ван Итан был расстрелян в Бэйпине 10 сентября 1948 года.

## Произведения
Стихи Ван Итана составляют сборник «Цзинь чуань ши лоу ши хуа» (今传是楼诗话). Интересно также, что у него есть стихотворение, восхваляющее императора Японии Хирохито:
八紘一宇浴仁風，
旭日縈輝遞藐躬。
春殿從容溫語慰，
外臣感激此心同。
Помимо этого, Ван Итан также является автором следующих произведений: «Цикл Гуандэ в лучах солнца» (广德寿重光集, 1920 год), «Новейшая всемирная конституция» (世界最新之宪法, 1923 год) и «Избранная поэзия Итана» (逸塘诗存, 1941 год).